# Karl Maria Hettlage

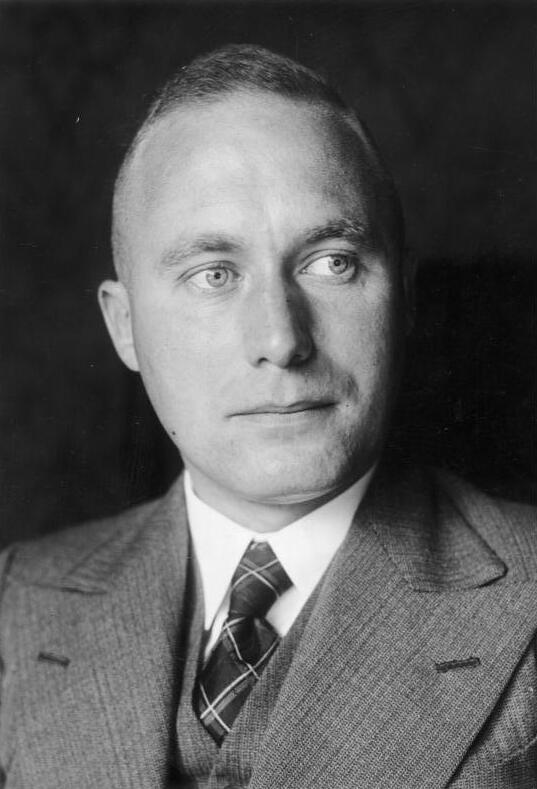
Karl Maria Hettlage, 1934

Karl Maria Hettlage (* 28. November 1902 in Essen; † 3. September 1995 in Bonn) war habilitierter Jurist, Zentrums-Politiker, SS-Hauptsturmführer, Vorstandsmitglied der Commerzbank und in „zentrale[r] Rolle“ in Albert Speers Behörde Generalbauinspektor für die Reichshauptstadt sowie im Reichsministerium für Rüstung und Kriegsproduktion tätig. Im Frühjahr 1959 wurde Hettlage zum Staatssekretär beim Finanzminister Franz Etzel in der Bundesregierung Konrad Adenauer berufen. Er leitete über viele Jahre das ifo Institut für Wirtschaftsforschung.

## Leben
Hettlage ging in Eschweiler, wo sein Vater Carl Hettlage von 1911 bis 1920 Bürgermeister war, zur Schule und studierte in Köln und Münster Jura. In Münster wurde er 1921 Mitglied der katholischen Studentenverbindung V.K.D.St. Saxonia im CV und gründete 1922 die Sozialstudentische Zentrale der Dr. Sonnenschein Bewegung des katholischen Sozialreformers Carl Sonnenschein. Von 1922 bis 1925 war Hettlage auch Mitglied im Westfälischen Treubund des Hubert Naendrup, welcher aus der verbotenen rechtsradikalen Organisation Escherich (Orgesch) hervorging. 1925 schloss sich Hettlage der Zentrumspartei an. Er promovierte zum Dr. jur. 1925 begann er ein Referendariat und fand zeitweise Beschäftigung im Auswärtigen Amt mit Eintritt in den preußischen Staatsdienst. 1929 heiratete er Margarete Brenken; aus der Ehe gingen die Kinder Peter, Jan Bernt, Birgitta und Karin hervor. 1930 trat er als Regierungsassessor in den Dienst der Kölner Stadtverwaltung.
1930 erfolgte seine Habilitation an der Kölner Universität mit dem Thema Finanz- und Lastenausgleich als Verfassungsproblem, dann war er Privatdozent, danach geschäftsführend im Deutschen Gemeindetag. 1931 wurde er Beigeordneter des Deutschen Gemeindetages in der Finanzabteilung und Finanzdezernent. 1932–1933 und erneut 1933 war er für das Zentrum Mitglied im Preußischen Landtag.

### Zeit des Nationalsozialismus
Am 26. Juni 1933 gehörte er zu den Gründungsmitgliedern der nationalsozialistischen Akademie für Deutsches Recht. Von 1934 bis 1939 arbeitete er als Stadtkämmerer von Berlin, nachdem er dieses Amt schon vorher kommissarisch ausgeübt hatte – möglicherweise befördert durch seinen Mentor Johannes Popitz. 1936 erfolgte Hettlages Ernennung zum nichtbeamteten, außerordentlichen Professor für Staats- und Verwaltungsrecht an der Hochschule für Politik, an der er Vorlesungen hielt. Im Mai 1939 schied Hettlage aus seinem Amt als Stadtkämmerer aus. Die offizielle Begründung war eine vermutete Interessenkollision wegen seiner Berufung in den Vorstand der Commerz- und Privatbank, die im Juni 1939 erfolgte. Allerdings war Hettlage in der Commerzbank zumindest ab 1940 nur nebenamtlich tätig, denn er nahm ab 1. April 1940 beim Generalbauinspektor für die Reichshauptstadt (GBI), Albert Speer, eine hohe Position ein. Dort wurde er im Oktober Leiter des Hauptamtes Verwaltung und Wirtschaft – Hauptamt II, eine der drei Hauptabteilungen beim GBI. Als Inhaber eines weiteren Amtes, des Leiters des Amtes für Wirtschaft und Finanzen des Reichsministeriums für Rüstung und Kriegsproduktion, gab er Anordnung zur Gründung der Konzentrationslager-Betreiberin Mittelwerk GmbH am 24. September 1943 und war 1943 Mitglied im Beirat der Mittelwerk GmbH. Hettlage war bis 1945 Speers Vertreter.
Unter Hettlages Verantwortung entstand jene Kartei von Mietwohnungen in Berlin, die von Juden bewohnt waren. Diese Kartei wurde vom GBI benutzt, um durch Kündigung Mietwohnungen für Abrissmieter zu bekommen, deren Häuser und Wohnungen den Umbauplänen Berlins zur neuen Hauptstadt Germania weichen sollten.
Die Kartei war später Grundlage für die Erstellung der Deportationslisten durch die Gestapo. Bei den späteren Aktionen war nicht mehr die Wohnungskündigung der Vorbote der Verschleppung – mit der Möglichkeit unterzutauchen für jene, die dazu in der Lage waren –, sondern die Verhaftung, beispielsweise in der Fabrikaktion.
Hettlage war für Speer neben Personen wie Hans Kammler, Walter Dornberger (Peenemünde), Gerhard Degenkolb (Maschinenfabrik Duisburg) im Beirat der Kapitalgesellschaft des Konzentrationslagers Mittelwerke tätig. In der Geschäftsführung arbeiteten Kurt Kettler (Borsig), Otto Förschner (SS-Sturmbannführer im KZ Buchenwald), Otto Bersch (Wehrwirtschaftsführer aus Wien), Georg Rickhey (Demag) und Albin Sawatzki (Leiter des „Arbeitsausschusses Serie“ des Sonderausschusses A4). Hettlage war nicht Mitglied der NSDAP, trat aber zum 13. September 1936 der SS als Untersturmführer bei (SS-Nummer 276.909) und wurde zum 11. September 1938 zum SS-Hauptsturmführer befördert. Hettlage hatte aber auch einflussreiche Gegner, darunter Joseph Goebbels und den Münchener Oberbürgermeister und Chef des Hauptamtes für Kommunalpolitik Karl Fiehler.

### Nach 1945
1945 wurde er zusammen mit Albert Speer, Wernher von Braun, Hjalmar Schacht und anderen im Lager Dustbin im Schloss Kransberg im Taunus interniert. Ab 1949 hatte Hettlage verschiedene Dozenturen für Rechts- und Finanzwissenschaften und Aufsichtsratsposten inne. Am 29. November 1951 gab er eine Antrittsvorlesung als neuernannter ordentlicher Professor für Öffentliches Recht an der Johannes Gutenberg-Universität Mainz zum Thema Wirtschaftswirklichkeit und Verfassungsgesetz, 1956 wurde er Dekan der Rechts- und Wirtschaftswissenschaftlichen Fakultät. 
1958 wurde er Leiter der Haushaltsabteilung des Bundesministeriums der Finanzen als Nachfolger des Ministerialdirektors Friedrich Karl Vialon (Verfechter der sogenannten Schäffer’schen Juliusturm-Politik). Vom 18. März 1959 bis 1962 war er als Nachfolger Hartmanns beamteter Staatssekretär im Finanzministerium in Vertretung des häufig erkrankten Ministers Etzel und bei Differenzen mit dem neuen FDP-Finanzminister Starke.
1962 bis 1967 war er Mitglied der Hohen Behörde der Europäischen Gemeinschaft für Kohle und Stahl (Montanunion) in Luxemburg in der Nachfolge von Heinz Potthoff. Hettlage schied bei der Zusammenlegung der Führungsgremien der EWG, der Euratom und EGKS zur neuen Superkommission aus. 1965–1976 war er Präsident des ifo Institut für Wirtschaftsforschung und 1966 Mitglied im Wissenschaftsrat.
Außerdem gehörte er dem Wissenschaftlichen Beirat beim Bundesministerium der Finanzen an, war Vorsitzender des Verwaltungsrates der Treuhandverwaltung für das Deutsch-Niederländische Finanzabkommen GmbH (Tredefina), Vorstand der Wirtschaftsberatungs-AG, Beirat der Fritz-Thyssen-Stiftung, stellvertretender Vorstandsvorsitzender der Treuhand-Vereinigung AG und gehörte zudem der Studienstiftung des deutschen Volkes an.
Von 1967 bis 1969 war Hettlage beamteter Staatssekretär im Finanzministerium, berufen durch den Finanzminister Franz Josef Strauß. Dort beteiligte sich Hettlage an der Finanzreform der Großen Koalition. 1967 erhielt er auf Veranlassung von Strauß das Große Bundesverdienstkreuz mit Stern und Schulterband. Als Vorgesetzter von Ernst Féaux de la Croix war er auf Seiten des Bundesfinanzministeriums an den Verhandlungen zu den Globalverträgen der Wiedergutmachung zuständig. Féaux bekämpfte dabei vehement die von ihm so genannten Entschädigungsoffensiven und uferlosen Forderungen.

## Auszeichnungen
- 1962: Großes Goldenes Ehrenzeichen mit dem Stern für Verdienste um die Republik Österreich[8]
- 1967: Großes Verdienstkreuz mit Stern und Schulterband der Bundesrepublik Deutschland

## Veröffentlichungen
- mit Wilhelm Loschelder und Werner Zschintzsch: Die Gemeindefinanzverordnung vom 2. November 1932 nebst der Stellenplanverordnung vom 2. November 1932, der ersten und zweiten Verordnung über die Durchführung der Gemeindefinanzverordnung vom 17. Dezember 1932 und vom 28. Januar 1933. Kommentar. R. Müller, Eberswalde-Berlin 1933, 452 S.
- mit Wilhelm Loschelder und Wolfgang Spielhagen: Das preussische Gemeindefinanzgesetz vom 15. Dezember 1933 mit den Durchführungsverordnungen und Ausführungsanweisungen; Kommentar von Karl Maria Hettlage, Wilhelm Loschelder [und] Wolfgang Spielhagen. R. Müller, Eberswalde-Berlin 1934, 429 S.
- mit Wilhelm Loschelder: Kommentar zu den Rechtsgrundlagen des Gemeindewirtschaftsrechts. Drei Bände.
- Die Finanzverfassung im Rahmen der Staatsverfassung. Referat auf der Staatsrechtslehrertagung 1955 in Hamburg zusammen mit Theodor Maunz als Zweitreferenten.
- mit Rudolf Zorn und Hans Constantin Paulssen: Der öffentliche Dienst und die Wirtschaft. Wunsch und Wirklichkeit. Lutzeyer, Baden-Baden 1960.
- Führungsauslese und Massengesellschaft. In: Die Hochschule zwischen gestern und morgen. Analysen und Perspektiven. Herausgegeben von Heinrich Drimmel, Herder, Wien 1966.
- mit Wolfgang Mansfeld, Klaus Heller und Wilhelm Weisser: Zwang durch leere Kassen. In: Deutsches Industrieinstitut: Vortragsreihe. Deutsche Industrieverlags-Gesellschaft Jg. 16, 1966, Nr. 14.
- Grundfragen einer Neuordnung des deutschen Finanzrechts. In Finanzwissenschaft und Finanzpolitik. Mohr, Tübingen 1964.
- Mitarbeit an einer fünfbändigen Geschichte der deutschen Verwaltung.